# Холмс, Эдвард
Эдвард Питер Коуэн Холмс (англ. Edward Peter Cowan Holmes; 25 апреля 1880, Каррикфергус — 24 апреля 1924, Бангор) — ирландский хоккеист на траве, вратарь. Серебряный призёр летних Олимпийских игр 1908 года.

## Биография
Эдвард Холмс родился 25 апреля 1880 года в британском городе Каррикфергус.
Играл в хоккей на траве за «Клифтонвилл».
В 1908 году вошёл в состав сборной Ирландии по хоккею на траве на летних Олимпийских играх в Лондоне и завоевал серебряную медаль, которая пошла в зачёт Великобритании, в состав которой тогда входила Ирландия. Играл на позиции вратаря, провёл 2 матча, пропустил 9 мячей (один от сборной Уэльса, восемь — от Англии).
Позже эмигрировал в Канаду.
Умер 24 апреля 1924 года в британском городе Бангор.